# Leire Iglesias
Leire Iglesias Armiño (ur. 7 kwietnia 1978) – hiszpańska judoczka. Olimpijka z Pekinu 2008, gdzie zajęła piąte miejsce w wadze średniej.
Siódma na mistrzostwach świata w 2007; uczestniczka zawodów 2010, 2013, 2014 i 2015. Startowała w Pucharze Świata w latach 2005 i 2008-2016. Srebrna medalistka mistrzostw Europy w 2008 i trzecia w drużynie w 1998. Zdobyła brązowy medal na uniwersjadzie w 1999 i 2003, a także na akademickich MŚ w 2002 i 2006 i na igrzyskach śródziemnomorskich w 2009 roku.

## Letnie Igrzyska Olimpijskie 2008
| Konkurencja | Eliminacje           | Eliminacje            | Eliminacje          | Repasaże              | Repasaże            | Finały              | Klas. końcowa |
| Konkurencja | Przeciwnik I         | Przeciwnik II         | 1/4                 | Przeciwnik I          | Przeciwnik II       | o 3 miejsce         | Miejsce       |
| ----------- | -------------------- | --------------------- | ------------------- | --------------------- | ------------------- | ------------------- | ------------- |
| 70 kg       | Mayra Aguiar (BRA) Z | Gévrise Émane (FRA) Z | Annett Böhm (GER) P | Natalija Smal (UKR) Z | Yuri Alvear (COL) Z | Edith Bosch (NED) P | 5.            |